# Azara microphylla
Azara microphylla är en videväxtart som beskrevs av Joseph Dalton Hooker. Azara microphylla ingår i släktet Azara och familjen videväxter. Inga underarter finns listade i Catalogue of Life.

## Bildgalleri

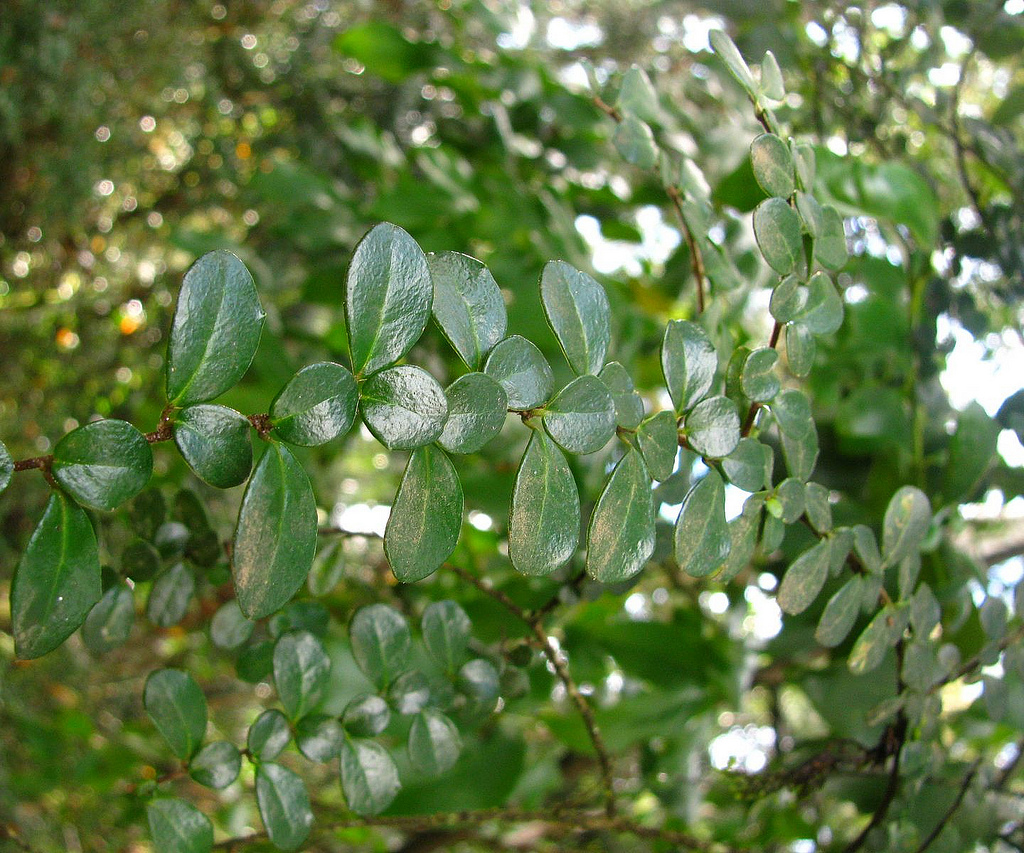
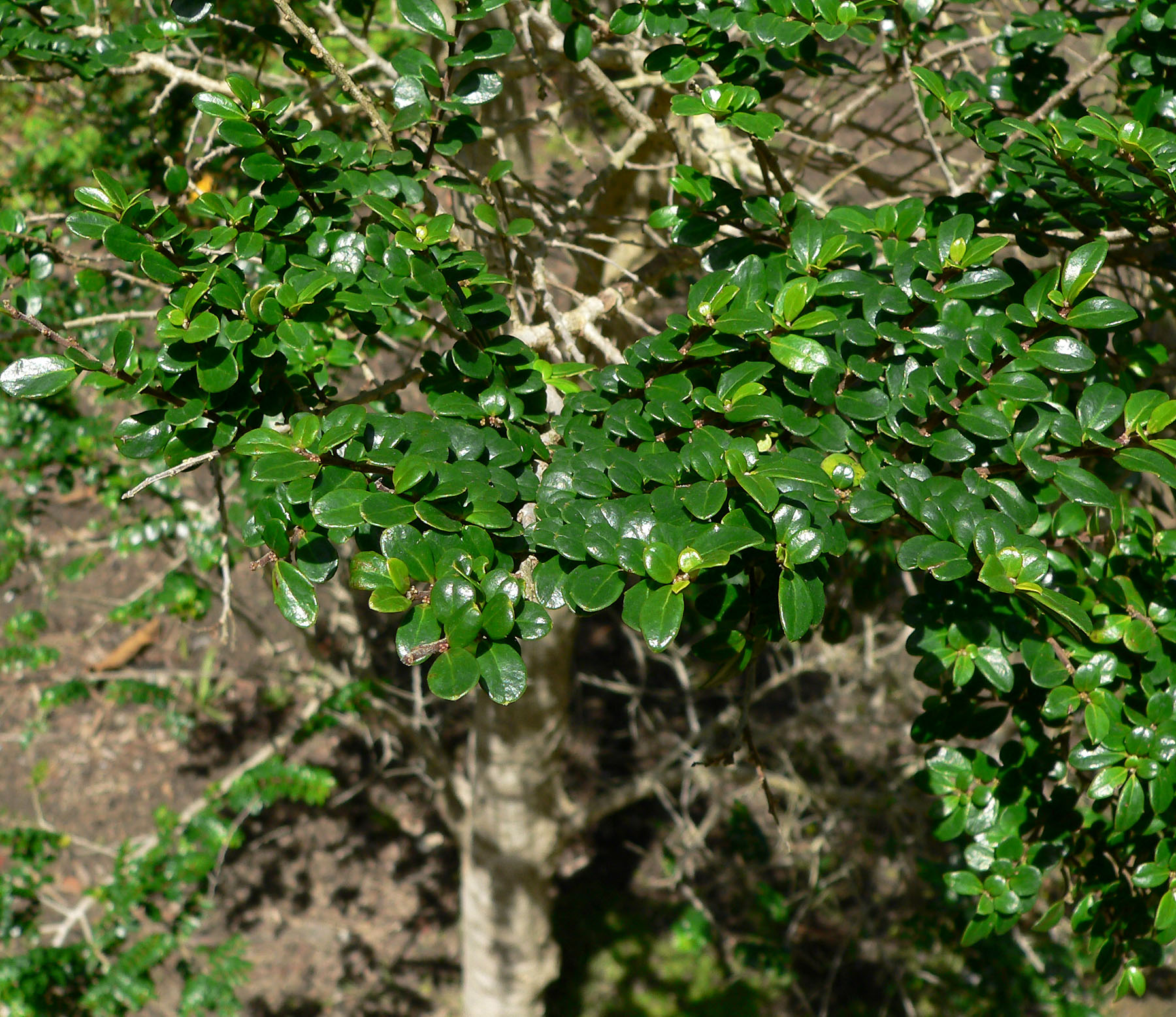